# 마크폴 고슬러
마크폴 고슬러(Mark-Paul Gosselaar, 1974년 3월 1일 ~ )는 미국의 배우이다.

## 출연 작품

### 영화
- 버스 657 (2015) - 마코니 역
- 프레셔스 카고: 프로 범죄단 (2016) - 잭 역

### 텔레비전
- 베이사이드 얄개들 (1989-93)
- 뉴욕경찰 24시 (2001-05)
- 프랭클린 & 배쉬 (2011-14)
- Truth Be Told (2015) - 미치 역
- Pitch (2016) - 마이크 로슨 역